# Ricotta
Ricotta（リコッタ）は日本のアダルトゲームブランド。2007年より活動している。ブランド名のリコッタとはイタリア産チーズの一種。

## 作品
詳細は該当項目を参照。
- プリンセスラバー!

2008年6月27日発売。2009年にテレビアニメ化、2010年にアダルトアニメ化された。
- ワルキューレロマンツェ 少女騎士物語

2011年10月28日発売。2013年にテレビアニメ化された。
- ワルキューレロマンツェ More&More

2013年10月25日発売。上記のスピンオフ。
- ワルキューレロマンツェ Re:tell

2014年9月26日発売。アフターストーリー第1弾。
- ワルキューレロマンツェ Re:tell II

2015年4月24日発売。アフターストーリー第2弾。

## スタッフ
- 原画 - こもりけい
- CG担当 - あさば、山本、御影ひろ、f*cla
- イラスト - ひづき夜宵
- ディレクター - すてるすダイコン
- 広報 - 小柴
- プロデューサー - コージ